# はなまる幼稚園
『はなまる幼稚園』（はなまるようちえん）は、勇人による日本の漫画作品。『ヤングガンガン』（スクウェア・エニックス）2005年23号、2006年3号の2度に渡り掲載した読み切りが好評だったのを受け、2006年18号から2011年21号まで連載された。全102話。
同誌2009年12号で、アニメ化されることを発表。2010年1月から3月までGAINAX制作でテレビ東京ほかにて放送された。

## 概要
園児側の主人公の杏（あんず）ははなまる元気な幼稚園児。幼稚園の大人側の主人公・土田先生（つっちー）のことが大大大好き。大好きなつっちーの為に色々な作戦でつっちーの気を引こうと日々奮闘するほのぼのコメディ作品。つっちーの想い人である美人保育士・山本先生には押されぎみだが、それでもつっちーへの恋が実るように頑張る毎日。
同時に教え子の園児達に助けられながら、好きな同僚の山本先生と両思いになる為に頑張る男性保育士・土田先生の話でもある。
メインキャラクターは杏、柊、小梅（園児側）、土田先生、山本先生（大人側）の5人であり、原作の単行本の表紙、裏表紙に必ず5人が描かれている。
「きゃらくたぁ ふぁんぶっく」のインタビューでは「はなまるワールドに悪い人はいない」と作者のコメントがあり、本作は「人間の醜い心を一寸たりとも描いていない、優しい世界」として描かれている。
作者の次作である『いろは坂、上がってすぐ。』と世界観がリンクしており、そちらにも土田などが登場している。

## 登場人物

### メインキャラクター
表紙と裏表紙ではこの5人が必ず描かれている。
杏（あんず）
声 - 真堂圭
本作品のマスコット兼園児側の主人公。アメリカ出身。担当である直純のことが大好きで、毎日熱烈なアプローチを繰り返している。同世代の男の子を子供っぽいと切り捨てたり、直純との将来設計を語るなど、大人びた風を気取っているが、直純にアプローチをあしらわれても気付かないときがあったり、母の桜におやつを食べられて家出をしてしまうなど、基本的には年相応に子供らしい精神年齢。柊・小梅との仲良しグループの中では先頭を走る元気さを持ち、また、友人や動物、植物などに対する思いやりも深い。夢や妄想の中で大人になった自分がたびたび登場したり、直純が想いを寄せる菜々子と自身を比べて子供であることに絶望するなど、「大人になること」に対して強い憧れを持っている。
「直純は大人なので、園児である杏を恋愛対象としては好きになれない事」を誰からも指摘されなかった事もあり、直純に一途なアプローチをしていたが、原作最終巻で「園児である自分は直純と両思いにはなれない」真実に気付き、直純の菜々子への告白を後押しし、二人が両思いになるきっかけを作った。その後は失恋の涙を流すが、現在は完全に吹っ切れて、直純と菜々子の遠距離恋愛を応援している。
物語当初においては、恋敵である菜々子に対して敵意剥き出しで接していたが、接していくうちに和解し、今では大の仲良しとなっている。
金のメッシュの入った髪色とアホ毛が特徴。7月10日生まれのB型。

柊（ひいらぎ）
声 - 高垣彩陽
愛称は「ひーちゃん」。原作では「柊ちゃん」と書いて「ひーちゃん」とルビを振っている。杏の友人で、杏の直純へのアプローチを後押ししている。非常に大人びており、幼稚園児とは思えないほど見識が豊か。直純曰く「歩く百科事典」。杏・小梅との仲良しグループの中では参謀的役割であり、直純や菜々子といった大人でも目を見張るような様々な知識を持っている。一方で知識や理論通りに物事が進まず失敗する事もあったり、直純や菜々子のストレートな褒め言葉に照れたり、ぱんだねこに対して杏や小梅以上に夢中になっているなど子供らしいところも多い。また感激屋でもあり、周囲で起こる事件が解決を迎える度に滝のような涙を流している。友達からの信頼は厚い様子。若干ファザコン気味。
園児ながら「大人は子供を恋愛対象として見られない」真実に気付いており、杏の直純への恋を複雑な思いで見守っていた。
天体学者である父の影響を強く受け、将来の夢は宇宙飛行士になって様々な宇宙人と出会い、仲良く天体観測をする事。
口の描かれない顔と、青っぽい色の髪のポニーテールが特徴。コスプレが趣味で、ほぼ毎回何かしらのコスプレ姿を披露している。
10月31日生まれのAB型。

小梅（こうめ）
声 - MAKO
杏の友人で、仲良しグループ三人の中では一番幼く子供らしい性格。ぬいぐるみや花、動物などが好きで、花に話しかけたり、友人が悲しんでいる時に一緒に悲しむなど、感受性が強い性格。泣き虫で甘えん坊で照れ屋だが、時折芯の強いところを見せる事がある。将来の夢はお嫁さんやお花屋さん、ぬいぐるみ屋さんなど多くあり、年長であるひまわり組のゆうに恋をしており、彼のお嫁さんになりたいと思っている。
黒髪のおかっぱ頭で非常に愛らしい外見をしており、作中においては子役モデルとしてスカウトされた事もある。
3月3日生まれのA型。年齢は3月の僅かな時期を除いてほぼ4歳。
土田直純
声 - 日野聡（少年時代 - 木村はるか）
本作の大人側の主人公。はなまる幼稚園さくら組の担当の先生。愛称は「つっちー」。9月13日生まれのAB型。身長172センチメートル。
杏からの激しいアプローチを受け流しつつ、同僚である菜々子に片思いをしている。基本的にだらしない性格であり、20時間ゲームをした事があるようなゲーマーで仕事中にゲームをしている姿を度々晒し、受け持ちの園児にその事を突っ込まれる、男子園児からは完全にナメられ、「土田」と呼び捨てにされている他、妹のさつきからもだらしなさをなじられるなど、散々な扱いを受けている。幼稚園の先生になったのも「休みが多い上に、同僚に若い女性が多いから」という不純な動機である。しかし、その実、園児達からの信頼は厚く、困っている子供達をさりげなくフォローしたり、自身の菜々子への恋よりも園児を優先するなど、責任感の強いところもある。昔から手先が不器用。草野曰く「巨乳好き」。
杏の母親である桜の後輩であり、幼馴染。幼い頃から家族ぐるみの交流があり、杏が生まれた現在も、杏をお泊りさせたり、一緒に里帰りするなど交流が続いている。桜と夫の恋を後押しした張本人だが、かつて桜に思いを寄せていたような描写もされている（現在は菜々子に恋をした事で吹っ切っている）。菜々子の父親曰く「気持ちの良い青年」で、直純のような人だったら、娘達を任せられるらしい。原作終盤で菜々子に告白し、両思いになる。現在は菜々子と遠距離恋愛をしている。
作者の次作である「いろは坂、上がってすぐ。」にも登場する。菜々子とのファーストキスはまだ経験していない模様。
山本奈々子
声 - 葉月絵理乃
本作のヒロイン（主人公の直純が片思いしていて、後に両思いになる事など）。はなまる幼稚園もも組の担当の先生。初登場はP-1。初メインは6話で、作者もこの話で初めて彼女の性格がつかめたと語っている。5月12日生まれのO型。身長162センチメートル。直純より一年早く勤め始めている。
プライベートでは非常におっとりしていて母性的な性格で、天然なところもあるが、幼稚園ではしっかり者の先生であり、園児からの信頼も厚く、好意を持つ男子園児も数多い。素直で優しく、大人の女性ながら清らかで純粋無垢な心を持ち、5巻の描き下ろし「はなまるな休園日」では、草野からは「天使の寝顔」と形容されている。『きゃらくたぁ ふぁんぶっく』では、「世の中はキツい女性が多いので、逆の母性的な女性としてイメージした」と作者がコメントしている。
子供の頃から、周囲の男子の間ではアイドルで、現在においても直純などに好意を寄せられたり、ナンパされたりなど、非常にモテる。しかし、自身に対する異性の好意には非常に鈍感かつ、娘を溺愛する父親が男を近付かせなかった為に、これまで彼氏が出来た事が無い。直純の異性としての好意も当初は全く気付いていなかったが、一方で同僚・友人としての直純には全幅の信頼を寄せている（10巻でさつきが菜々子の直純への感情を「好意は持ってるけど、あくまで友達って感じ」と推測している。しかし、10巻終盤のある出来事から直純を異性として意識し、恋心を抱くようになった。尚、妹の真弓に対しては花丸を彼氏と推測するなど、他者の恋愛に対しては鈍感ではない。
非常にお酒に弱く、酔っ払うと直純の事を愛称で呼び始めたり、抱きしめたりするなど、普段からは想像も出来ないとんでもない行動を始める。妹の真弓と同居しており、姉妹仲は非常に良好。同居している部屋には、時々園児や同僚の先生が遊びに来る事がある。『恋愛ステップ』という少女漫画が大好きで、その作者のファン。幼稚園児時代はツインテールだった（6巻、ファンブック）。
栗色のロングヘアと「結構巨乳」が特徴。ほぼ毎回違う服を着ているが、概ねいつもロングスカートを穿いている。
当初は上述の理由から直純のアプローチに全く気付いていなかったが、10巻終盤から彼を異性として意識するようになり、最終巻の94話「はなまるな女子会」で草野に「土田先生を見ていると胸がざわざわして、こんな気持ち初めてでどうしたらいいのか分からなくて……」と心情を吐露していた。
終盤ではなまる幼稚園を辞め、恩師のいる別の幼稚園に転勤する事になったが、杏達の協力から直純に告白を受け、両思いになった。
最終巻の描き下ろしで彼女と直純の遠距離恋愛中のデートで、二人が初めて手を繋ぐシーンで本作は締めくくられた。

### サブキャラクター

#### 園児
本作のマスコットキャラクター。声優はアニメ版のもの。誕生日・血液型・身長データはVol．7.5「きゃらくたぁふぁんぶっく」参照。園児たちの名字は意図的に明かされておらず、女の子の名前は、植物名で統一されている。
扉絵やファンブック、番外編などで、直純や菜々子など大人キャラの園児姿が描かれる事がある。

##### さくら組
年中組。担当は土田先生。
良太（りょうた）
声 - 藤村歩
杏のケンカ友達。元気で活発だが、時々いじわるなことをする。直純のことをナメきっているが、本心では信頼しているような描写が見られる。トラブルメイカーであると同時に、さくら組男子園児のリーダー的存在。次男。5月5日生まれのB型。
健一（けんいち）
声 - 藤田麻美
良太と行動を共にすることが多い。アニメ連動で初めて名前が明らかになった。
葵（あおい）
声 - 五十嵐裕美
魚屋の娘。快活で明るい性格。8月1日生まれのA型。
苺花（まいか）
声 - 大亀あすか
ウェーブがかったショートカットが特徴。母親からは「大人しい子」としてやや過保護気味に育てられていた。妹が一人。「好きなもの」の二番目に挙げる程に柚菜と仲良し。1月5日生まれのA型。
柚菜（ゆな）
声 - 松永真穂
さくら組の女の子。苺花と行動を共にすることが多い。漫画家になるのが夢で杏達の紹介で花丸先生のアシスタント見習いになり活躍する（みんなには花丸先生がぱんだねこの作者であることをナイショにしている）。

##### もも組
年中組。担当は山本先生。
まもる
声 - 佐藤有世
担当の菜々子が大好きで、当初はそれを恥ずかしがって菜々子にいたずらばかりしていたが、直純に諭されて以降は菜々子への好意をはっきりと示すようになる。1月24日生まれのA型。
樹（いつき）
声 - 五十嵐裕美
大人びた性格で、草野に対して積極的なアプローチを行っている。周りの女の子たちからも人気がある模様。2月14日生まれのB型。

##### ひまわり組
年長組。担当は草野先生。
雛菊（ひなぎく）
声 - 伊瀬茉莉也
「組長」の娘。困っていた時に直純に助けてもらった事で一目惚れし、わざわざ同じ幼稚園に編入した。杏よりもはっきりとした「直純との将来ビジョン」を持っている、場の空気や他人の気持ちを読んで自分を殺した立ち居振る舞いが出来るなど、柊とは違った方向で大人びた子供。父親から溺愛されており、雛菊本人も父親に対して強い信頼を抱いている。11月11日生まれのB型。7.5巻カバー裏では成長期後の姿が初公開となった。メイン三人娘以外では、けんじ・ゆうと共に行動する時が多い。
杏達と学年やクラスが違う為、出番は少ない。
けんじ
声 - 沼倉愛美
物知り少年。自分が誰よりも物知りであったと思っていたが、年下ながらも自身よりも物知りな柊と出会い、プライドを挫かれる。その後、柊との交流の中で考えを改め、柊を「師匠」と呼び慕うようになる。初登場シーンでは中途半端な知識を自慢している程度だったが、その後研鑽を重ねたらしく、7巻書き下ろしではクイズ番組の予選を一人で突破するまでに至っている。また、柊の父の著作（天文学）を読破し、柊とその内容を語り合うことも出来る。9月12日生まれのA型。
小早川優（ゆう）
声 - 五十嵐裕美
小梅の初恋の相手。とても優しくて温厚な性格。4人家族の長男。姉が一人。父は外交官であり、夏休みにオーストラリアに行くなど、結構お金持ち。趣味は乗馬で、好きな食べ物はハンバーグ。4月29日生まれのO型で、誕生日の判明している園児の中では最年長。ただし杏・柊・けんじ・雛菊と違ってマセていないので、彼らの会話についていけずに小梅とぽわぽわしている場面が多い。
以上三組の他には年長「ゆり組」と年少「たんぽぽ組」がある。

#### 教員
土田直純（つちだ なおずみ）
声 - 日野聡（少年時代 - 木村はるか）
山本菜々子（やまもと ななこ）
声 - 葉月絵理乃
草野蕗央瀬（くさの ろおぜ）
声 - 水原薫
年長組のひまわり組の先生で、直純の恋の行方を面白がりながら見守っている。体育会系のイベントが大好きで、直純曰く「筋肉好き」。大雑把そうに見えて何かと気を遣える性格で、直純と菜々子の仲が（主に直純側の誤解で）こじれたり、直純と子供たちの間で問題が発生した時など、間に入って問題解決をする場面が多い。直純の恋路を面白がって見ているのとは裏腹に、自身もまた恋愛に対して初心で、園児に告白されて本気で動揺するなど、乙女めいたところもある。終盤ではクリスマスに直純と飲みに行ったのをきっかけに彼に恋心を抱くようになった。自分の気持ちははっきりと直純に伝えたが、その後も変わらず彼の恋を応援していて、自分の恋心は吹っ切っている。
名の「蕗央瀬（ろおぜ→ローゼ）」と自分のイメージ（少々がさつなほどの体育会系）のギャップはよくわかっていて、下手に名を話題とした者には激しい制裁を食らわす。そのため、草野の名を話題にしないことは、周囲の暗黙の了解となっている。土田先生と川代先生とは飲み仲間。10月10日生まれのB型。身長167センチメートル。山本先生の先輩。
以下はアニメオリジナルキャラ。勇人自身のデザイン。全員山本先生よりも先輩である。原作登場は7巻掲載分から。
川代（かわしろ）
声 - 若林直美
チューリップ組（原作には未登場のクラス）担当の先生。少々オタク気味なところがある。元気いっぱいの園児たちに少し振り回され気味。土田先生の恋をからかいつつも応援している。背が低いのが悩みで、好みのタイプは「高身長」。
園長先生
声 - 青山桐子
はなまる幼稚園の園長先生。初めての男性教員である土田に期待を寄せる。
西風（にしかぜ）
声 - 恒松あゆみ
ロングヘアーのおっとりした先生。占い好き。
水主川（かこがわ）
声 - 小笠原亜里沙
ショートカットのしっかりした先生。時々眼鏡をかけている。普段はしっかりしているがお酒には飲まれるタイプ。

### その他の登場人物
土田さつき（つちだ さつき）
声 - 廣田詩夢
直純の妹で、現役女子高生。いわゆるツンデレで、ブラコン。だらしのない兄の元に頻繁に訪れ、家事をしたり杏たちの面倒を見たりするなど、家庭的なところがある。兄に対して以外は非常に温厚で人当たりのいい性格をしており、男女問わず評判が良い。成績も優秀。自身の胸があまり豊かでないことについてコンプレックスを抱いており、菜々子や桜の胸を見て鼻の下を伸ばす兄のことを非常に苦々しく思っている。なお、未登場だが父は健在。6月27日生まれのA型。身長155センチメートル。作者曰く「二次元的な意味での理想の妹」。
当初は兄が恋心を抱く菜々子に対しても快く思わず、直純が失恋する事を望んでいた（10巻など。現在は菜々子を兄の彼女として認めている。最終巻のカバー下の描き下ろし参照）。
桜（さくら）
声 - 本名陽子
杏の母。直純の幼馴染で幼稚園時代・学生時代の先輩。土田一家とは親の代から家族ぐるみの付き合いをしており、「杏を直純と結婚させて、老後の面倒を見てもらう」という将来設計すら描いている。しかし、本気で園児の杏が大人の直純と結婚出来るとは思っておらず、原作最終巻で杏が自分の恋を諦めて直純と菜々子の恋を後押しすると決めて失恋の涙を流した際、「頑張れ」と抱きしめて、力付けた。
高校生の時に杏を授かり、夫の赴任先であるアメリカに付いていく決心を固めて高校を中退した。「本当に欲しいものは自分で守らなければいけない」という持論の元、無茶にも見えるような無理を通す強引さ・調整力を備えている。身長167センチメートル。4月22日生まれのB型。
「好きなもの」は夫、杏、つっちー。娘のその名も直純の発案である。
アニメでは入園式の際直純と再会する。
杏の父
声 - 樫井笙人
杏の父。桜・直純の高校時代の美術教諭。桜の妊娠後にアメリカの美術大学に招かれた。個展を開くなど、画家としても有名な様子。桜ですら一度は「とらえきれない」と諦めかけた程の自由人である。伸びた前髪で目が隠れて見えないことが多い。3月30日生まれのO型。身長182センチメートル。
組長
声 - 小西克幸
ヤクザ。「桜ファン」で、雛菊の父親。恐妻家。向い傷の走る強面だが、その為に子供たちを怯えさせてしまうことには真剣に悩んでいる。娘である雛菊には頭が上がらないこともしばしば。素人に手は出さない、がモットー。12月1日生まれのO型。身長185センチメートル。
アニメでは桜の知り合いという設定はない。
智之（ともゆき）
声 - 尾上翔
小梅の兄。大学生。シスコンで小梅のことを溺愛している。小梅のことに関しては過度なまでに心配性になる。11月23日生まれのO型。身長172センチメートル。
柊の父
声 - 小西克幸
柊の父。天体学者。少年のまま大きくなったような人物。星が好きで、そのことは娘の柊にも強い影響を与えている。7月20日生まれ。身長175センチメートル。AB型。
山本真弓（やまもと まゆみ）
声 - 斎藤千和
菜々子の妹。大学生。「ちゃいるどガソガソ」編集部でアルバイトをしている。「ぱんだねこ」の作者である花丸の担当補佐の役割で、イベントの準備を行ったり作業に詰まる花丸を励ましたりするなど、活発に動き回る。姉に似て常に明るいが、どちらかというとおっとりした性格ではなく、天真爛漫な性格。自分へ向けられる好意には疎いのも姉と同様で、花丸から向けられる好意に全く気付いていなかったが、10巻で花丸と両思いになり交際を始めた。姉妹で2人暮らし。少々貧乳なのがコンプレックス。「汎用人型決戦兵器物」や「世紀末救世主物」などの少年漫画が大好き。6月6日生まれのO型。身長157センチメートル。初登場は増刊特別編（2巻）で、4巻掲載分以降は本編にも登場を始めた。
花丸（はなまる）
声 - 遊佐浩二
漫画家。園児に大人気のアニメ「ぱんだねこ」の原作者。売れっ子作家だが、自分にあまり自信が持てず、悩む姿を見せている。真弓に片想い中だが、その引っ込み思案な性格のためか積極的なアプローチは出来ていない。10巻では真弓と両思いになった。近所の公園でネームや真弓のことで悩んでいるところを杏たちに捕まり、相手をする・してもらうことがあるが、杏たちには「はたらいていないひと」扱いをされていた。2月9日生まれのA型。身長175センチメートル。同じく増刊組。
つくし
直純の親戚の女の子。2歳。引っ込み思案で人見知りな性格。当初は杏に対しても怯える姿を見せるが、後に和解し、姉妹のように仲良くなる。
長谷川茅（はせがわ かや）
さつきの友人。さつきの恋路を応援中。明るい性格で表情豊か。一人称は「ぼく」。
本田柾（ほんだ まさき）
さつきの友人。同じくさつきの恋路を応援中。いつも無表情でぼうっとした感じだが、鋭い一面も持っている。夢中になると周りが見えなくなる、など性格が柊と似ており、彼女からは慕われている。なお、スタイルが良い。
八木俊輔（やぎ しゅんすけ）
さつきの同級生。さつきに片思いしており、そのさつきの挙動に一喜一憂している。その過剰なまでの挙動には、友人から辟易されることもある。
山本夫妻
菜々子、真弓の両親。夫はA型で184センチメートル、妻はO型で165センチメートル。2人揃って極度の方向音痴。妻は娘たち同様おっとりした人物。夫は縁談の申し込みを片っ端から断ったり、風邪を大袈裟に伝えて帰省させようとしたり、など、幾分娘離れが出来ていない様子。偶然知り合った直純のことは気に入った模様。
ロメオ（グレンカイザー）
幼稚園に迷い込んだ雄チワワ。「グレン〜」は良太の命名。一応のしつけは受けているが、飼い主の梓がいない所ではやんちゃぶりを発揮してしまう。一方、杏たちを怖がらせる大型犬を追い払うなど、仔犬とは思えない程勇敢。雄であるが故に、土田先生には吼え、山本先生には甘える。
ぱんだねこ
花丸先生が生み出した大人気キャラ。アニメ化もされている。パンダと同じ配色の猫で、マンガ内では杏と同程度の大きさ。口調は穏やかなお兄さんといった趣。各地を冒険する旅人らしく、花丸と担当はいつも「どこを冒険させるか」で悩んでいる。アトラクションでは大人サイズの着ぐるみが用いられており、花丸や真弓が代打で演じたことも。
なお、着ぐるみとして3次元化し、本作品のキャンペーンキャラとしても大いに活躍した。
『ぱにぽに』にも背景キャラとして登場することがある。

## 備考
- 幼稚園という設定にもかかわらず、土田先生や山本先生が自己紹介をする際に保育士と名乗る場面がある。アニメでは「幼稚園の先生」「幼稚園教諭」となっている。
- 14話では「お昼寝の時間」が描かれている。午睡がカリキュラムに取り入れられている幼稚園は実在するとはいえ、大抵は体力的に慣れていない年少組までで一般的ではない。

## 書誌情報
全11巻、ヤングガンガンコミックス、スクウェアエニックス
1. 2007年4月25日、ISBN 978-4-7575-1999-2
2. 2007年9月25日、ISBN 978-4-7575-2124-7
3. 2008年2月25日、ISBN 978-4-7575-2225-1
4. 2008年8月25日、ISBN 978-4-7575-2330-2
5. 2009年2月25日、ISBN 978-4-7575-2500-9
6. 2009年8月25日、ISBN 978-4-7575-2658-7
7. 2009年12月25日、ISBN 978-4-7575-2758-4
8. 2010年6月25日、ISBN 978-4-7575-2915-1
9. 2010年12月25日、ISBN 978-4-7575-3106-2
10. 2011年7月25日、ISBN 978-4-7575-3271-7
11. 2011年12月24日、ISBN 978-4-7575-3457-5

### 関連書籍
- はなまる幼稚園 vol.7.5 きゃらくたぁふぁんぶっく
  - 2010年2月25日、ISBN 978-4-7575-2814-7
- ぱにぽに 14巻
  - 氷川へきる著、2010年4月27日、ISBN 978-4-7575-2865-9。コラボコミック「ぱにぽに&はなまる幼稚園」収録
- はなまる幼稚園 あにめあるばむ ANIMESTYLE SELECTION
  - スタイル発行/飛鳥新社発売、2010年7月23日、ISBN 978-4-86410-025-0

## テレビアニメ
2010年1月から3月まで、テレビ東京ほかにて放送された。全12話。
原作の内容だけに留まらず、アニメーション制作のGAINAXや監督の水島精二、発売元のスターチャイルドやスポンサーのスクウェア・エニックスが過去に手掛けてきた作品などから引用したパロディも盛り込んだ内容となっている（BGMに林原めぐみの曲を使う場面もあった）。また時系列が変更され、原作では年中だった杏たちが、アニメでは年少に変更されている。
尚、山本先生は原作終盤で他の幼稚園に転勤するが、アニメでは転勤する展開はオミットされている。

### スタッフ
- 原作 - 勇人（『ヤングガンガン』スクウェア・エニックス刊）[1]
- 監督 - 水島精二[1]
- 副監督 - 木村隆一
- シリーズ構成 - 小黒祐一郎[1]
- キャラクターデザイン - 大塚舞
- 美術監督 - 松本浩樹
- 色彩設計 - 竹澤聡
- 撮影監督 - 山田豊徳
- 編集 - 平木大輔
- 音楽 - Sadesper Record (NARASAKI & WATCHMAN)
- 音響監督 - 本山哲
- プロデューサー - 武田康廣、倉重宣之、林玄規
- アニメーション制作 - GAINAX[1]
- 制作協力 - GANSIS
- 製作 - はなまる幼稚園保護者会

### 主題歌
オープニングテーマ
「青空トライアングル」（第2話 - 第10話、第12話）
作詞 - 只野菜摘 / 作曲・編曲 - NARASAKI / 歌 - 杏（真堂圭）、柊（高垣彩陽）、小梅 (MAKO)

エンディングテーマ
「笑顔ならべて」（第1話）
作詞 - 吉田朋代 / 作曲・編曲 - NARASAKI / 歌 - 杏（真堂圭）、柊（高垣彩陽）、小梅 (MAKO)
「キグルミ惑星」（第2話）
作詞 - 只野菜摘 / 作曲・編曲 - コジマミノリ / 歌 - 柊（高垣彩陽）
「草の指輪 花の冠」（第3話）
作詞 - 只野菜摘 / 作曲・編曲 - NARASAKI / 歌 - 山本先生（葉月絵理乃）
「発動!! らぶビーム☆」（第4話）
作詞 - 高橋菜々 / 作曲・編曲 - NARASAKI / 歌 - 杏（真堂圭）
「あのねきいてね」（第5話）
作詞 - 只野菜摘 / 作曲・編曲 - WATCHMAN / 歌 - 小梅 (MAKO)
「ハートの法則」（第6話）
作詞 - 大森祥子 / 作曲・編曲 - WATCHMAN / 歌 - さつき（廣田詩夢）
「黒ネコのジャズ」（第7話）
作詞 - NARASAKI / 作曲・編曲 - NARASAKI / 歌 - 土田先生（日野聡）、さつき（廣田詩夢）
「撫子ロマンス」（第8話）
作詞 - 松浦有希 / 作曲・編曲 - NARASAKI / 歌 - 雛菊（伊瀬茉莉也）
「黒糖ドロップ」（第9話）
作詞 - 松浦有希 / 作曲・編曲 - NARASAKI / 歌 - 山本先生（葉月絵理乃）、真弓（斎藤千和）
「僕の忘れもの」（第10話）
作詞 - 只野菜摘 / 作曲・編曲 - NARASAKI / 歌 - 土田先生（日野聡）
「Yes, We Can!!」（第11話）
作詞 - 大森祥子 / 作曲・編曲 - WATCHMAN / 歌 - 草野先生（水原薫）、川代先生（若林直美）
「せかいでいちばん」（第12話）
作詞 - 高橋菜々 / 作曲・編曲 - NARASAKI / 歌 - 杏（真堂圭）、桜（本名陽子）

挿入歌
「優しい陽だまり」（第12話）
作詞 - 松浦有希 / 作曲・編曲 - NARASAKI / 歌 - 山本先生（葉月絵理乃）

### 各話リスト
タイトルは全て「はなまるな」で始まる。
| 話数       | サブタイトル           | 脚本       | 絵コンテ          | 演出     | 作画監督                                                            | 総作画監督 | 放送日         |
| ---------- | ---------------------- | ---------- | ----------------- | -------- | ------------------------------------------------------------------- | ---------- | -------------- |
| いち       | はなまるな入園式       | 小黒祐一郎 | 木村隆一          | 木村隆一 | 大塚舞                                                              | -          | 2010年 1月10日 |
| いち       | はなまるなおかあさん   | 小黒祐一郎 | 木村隆一          | 木村隆一 | 大塚舞                                                              | -          | 2010年 1月10日 |
| に         | はなまるなすべり台     | 小黒祐一郎 | 木村隆一          | 小竹歩   | 本村晃一                                                            | 大塚舞     | 1月17日        |
| に         | はなまるな天才         | 小黒祐一郎 | 木村隆一          | 小竹歩   | 本村晃一                                                            | 大塚舞     | 1月17日        |
| さん       | はなまるな三角関係     | 小黒祐一郎 | 富田浩章          | 富田浩章 | 小野田将人                                                          | 大塚舞     | 1月24日        |
| さん       | はなまるな一日         | 小黒祐一郎 | 富田浩章          | 富田浩章 | 小野田将人                                                          | 大塚舞     | 1月24日        |
| よん       | はなまるなデート       | 小黒祐一郎 | 鈴木薫            | 鈴木薫   | 益山亮司                                                            | 本村晃一   | 1月31日        |
| よん       | はなまるなお手伝い     | 小黒祐一郎 | 鈴木薫            | 鈴木薫   | 益山亮司                                                            | 本村晃一   | 1月31日        |
| ご         | はなまるな探偵団       | 小黒祐一郎 | 鎌田祐輔 水島精二 | 鎌田祐輔 | 清丸悟                                                              | 大塚舞     | 2月7日         |
| ご         | はなまるな初恋         | 小黒祐一郎 | 鎌田祐輔 木村隆一 | 鎌田祐輔 | 清丸悟                                                              | 大塚舞     | 2月7日         |
| ろく       | はなまるなプール       | 小黒祐一郎 | 名取孝浩          | 名取孝浩 | 本村晃一                                                            | -          | 2月14日        |
| ろく       | はなまるな作戦         | 小黒祐一郎 | 名取孝浩          | 名取孝浩 | 本村晃一                                                            | -          | 2月14日        |
| ろく       | はなまるなお兄ちゃん   | 小黒祐一郎 | 木村隆一          | 名取孝浩 | 池田佳代                                                            | 本村晃一   | 2月14日        |
| ろく       | はなまるなお泊まり     | 小黒祐一郎 | 木村隆一          | 名取孝浩 | 池田佳代                                                            | 本村晃一   | 2月14日        |
| なな       | はなまるな夏休み       | 佐伯昭志   | 佐伯昭志          | 佐伯昭志 | 三浦貴弘                                                            | 大塚舞     | 2月21日        |
| なな       | はなまるな夏祭り       | 佐伯昭志   | 佐伯昭志          | 佐伯昭志 | 清丸悟 田中春香 渡辺伸弘 大塚舞                                     | 大塚舞     | 2月21日        |
| はち       | はなまるなさかなやさん | 小黒祐一郎 | 角田一樹          | 角田一樹 | 清丸悟                                                              | 大塚舞     | 2月28日        |
| はち       | はなまるなライバル     | 小黒祐一郎 | 角田一樹          | 角田一樹 | 清丸悟                                                              | 大塚舞     | 2月28日        |
| きゅう     | はなまるな差し入れ     | 小黒祐一郎 | 富田浩章          | 富田浩章 | 安食佳                                                              | 本村晃一   | 3月7日         |
| きゅう     | はなまるな夢           | 小黒祐一郎 | 富田浩章          | 富田浩章 | 小野田将人                                                          | 本村晃一   | 3月7日         |
| きゅう     | はなまるな夜           | 小黒祐一郎 | 富田浩章          | 富田浩章 | 小野田将人                                                          | 本村晃一   | 3月7日         |
| じゅう     | はなまるな応援団       | 小黒祐一郎 | 長崎健司          | 長崎健司 | 平田雄三                                                            | 大塚舞     | 3月14日        |
| じゅう     | はなまるな告白         | 小黒祐一郎 | 長崎健司          | 長崎健司 | 平田雄三                                                            | 大塚舞     | 3月14日        |
| じゅういち | はなまるな押しかけ女房 | 小黒祐一郎 | 鈴木薫            | 鈴木薫   | 清丸悟                                                              | 本村晃一   | 3月21日        |
| じゅういち | はなまるなお話         | 小黒祐一郎 | 鈴木薫            | 鈴木薫   | 小野田将人 三浦貴弘                                                 | 本村晃一   | 3月21日        |
| じゅうに   | はなまるなクリスマス   | 小黒祐一郎 | 木村隆一          | 木村隆一 | 大塚舞                                                              | -          | 3月28日        |
| じゅうに   | はなまるな気持ち       | 小黒祐一郎 | 木村隆一          | 木村隆一 | 原画作監： 大塚舞L/O作監： 大塚舞 小野田将人 三浦貴弘 安食佳 清丸悟 | 大塚舞     | 3月28日        |

### 放送局
| 放送地域       | 放送局         | 放送期間                | 放送日時           | 放送系列       | 備考             |
| -------------- | -------------- | ----------------------- | ------------------ | -------------- | ---------------- |
| 関東広域圏     | テレビ東京     | 2010年1月10日 - 3月28日 | 日曜 25:30 - 26:00 | テレビ東京系列 |                  |
| 福岡県         | TVQ九州放送    | 2010年1月11日 - 3月29日 | 月曜 26:23 - 26:53 | テレビ東京系列 |                  |
| 大阪府         | テレビ大阪     | 2010年1月12日 - 3月30日 | 火曜 26:05 - 26:35 | テレビ東京系列 |                  |
| 愛知県         | テレビ愛知     | 2010年1月13日 - 3月31日 | 水曜 25:28 - 25:58 | テレビ東京系列 |                  |
| 岡山県・香川県 | テレビせとうち | 2010年1月14日 - 4月1日  | 木曜 25:58 - 26:28 | テレビ東京系列 |                  |
| 北海道         | テレビ北海道   | 2010年1月15日 - 4月2日  | 金曜 26:00 - 26:30 | テレビ東京系列 |                  |
| 日本全域       | AT-X           | 2010年1月16日 - 4月3日  | 土曜 8:30 - 9:00   | CS放送         | リピート放送あり |

### CD
- 青空トライアングル（2010年1月27日、KICM-3201）
- はなまるなベストアルバム childhood memories（2010年3月31日、KICA-3109〜10）

## WEBラジオ
『はなまる幼稚園 らじお組』と題したインターネットラジオがアニメ放送に先駆け2009年12月28日にテスト配信された。2010年1月18日から2010年7月5日まで、毎週月曜日にアニメイトTVで配信された。
- パーソナリティは「はなまる幼稚園らじお組のおともだち」として毎回アニメの担当声優の中から数名が務める（基本体制は真堂・MAKO・高垣の3人であるが、数回いないことがある）。
- バックナンバーの配信は直近6回
- タイトルは全て「はなまるな」で始まる。
- 初回は0日目で、「○日目」と表記される。
- 2010年5月3日はGWのため休止。
- 2010年7月18日には、秋葉原の東京アニメセンターにて公開録音があり、その模様は2010年8月2日に配信される。

組分けシステム
幼稚園は組分けなので、それに沿ってクラスを分ける。なお、ラジオネームとかぶってもよい。（例）好きなキャラなら、杏組。食べ物ならカレー組など。

### パーソナリティ
- 真堂圭（杏 役）：#0 - #4、#6 - #24、公録
- MAKO（小梅 役）：#0 - #22・#24、公録
- 高垣彩陽（柊 役）：#1、#4 - #8、#10 - #18、#22 - #24、公録

### 配信リスト
| 放送回数 | 配信日         | 放送時間 | ゲスト                                          | サブタイトル             | 備考                                                                                  |
| -------- | -------------- | -------- | ----------------------------------------------- | ------------------------ | ------------------------------------------------------------------------------------- |
| 0日目    | 2009年12月28日 | 20分40秒 | -                                               | はなまるな入園式         | -                                                                                     |
| 1日目    | 2010年1月18日  | 37分42秒 | -                                               | はなまるなフラフープ     | -                                                                                     |
| 2日目    | 2010年1月25日  | 41分16秒 | -                                               | はなまるなコマ回し       | 小学校の入試問題に挑戦する。                                                          |
| 3日目    | 2010年2月1日   | 33分48秒 | -                                               | はなまるな豆まき         | -                                                                                     |
| 4日目    | 2010年2月8日   | 43分53秒 | -                                               | はなまるなチョコレート   | おもいでのコーナーでは「初恋のおもいで」が取り上げられる。                            |
| 5日目    | 2010年2月15日  | 36分55秒 | -                                               | はなまるなメンコ         | -                                                                                     |
| 6日目    | 2010年2月22日  | 38分07秒 | -                                               | はなまるなおままごと     | おとなたちのコーナーでは、四字熟語を使った心理テストに挑戦する。                      |
| 7日目    | 2010年3月1日   | 44分24秒 | 日野聡（土田直純 役）                           | はなまるなおひなさま     | おもいでのコーナーでは、子供のころ苦手だったもの（/食べ物）をあげたりする。           |
| 8日目    | 2010年3月8日   | 42分14秒 | -                                               | はなまるなミニトマト     | 新コーナー多数できる。育成中の（赤福/ミニトマト）の話が話題になる。                   |
| 9日目    | 2010年3月15日  | 36分38秒 | -                                               | はなまるなスーパーボール | -                                                                                     |
| 10日目   | 2010年3月22日  | 40分00秒 | -                                               | はなまるなすごろく       | -                                                                                     |
| 11日目   | 2010年3月29日  | 41分48秒 | -                                               | はなまるなおはじき       | -                                                                                     |
| 12日目   | 2010年4月5日   | 40分57秒 | -                                               | はなまるなだるまおとし   | 育成中の（椎茸男/しいたけ）の話とおまちがいではノストラダムスの話が話題になる。       |
| 13日目   | 2010年4月12日  | 43分00秒 | 斎藤千和（山本真弓 役）                         | はなまるなけんだま       | 山本菜々子役の葉月絵里乃の話題になる。                                                |
| 14日目   | 2010年4月19日  | 40分04秒 | -                                               | はなまるなヨーヨー       | 育成中の植物たちに大きな変化があった。                                                |
| 15日目   | 2010年4月26日  | 39分50秒 | -                                               | はなまるなしょうぎ       | おまちがいのコーナーでは、書き間違いを紹介する。                                      |
| 16日目   | 2010年5月10日  | 32分15秒 | -                                               | はなまるなさかなつり     | 母の日のことで盛り上がる。おもいでのコーナでは子持ちの保護者から多数届く。            |
| 17日目   | 2010年5月17日  | 38分45秒 | -                                               | はなまるなアクセサリー   | -                                                                                     |
| 18日目   | 2010年5月24日  | 36分34秒 | -                                               | はなまるなてっぽう       | -                                                                                     |
| 19日目   | 2010年5月31日  | 36分51秒 | -                                               | はなまるなサッカー       | -                                                                                     |
| 20日目   | 2010年6月7日   | 38分14秒 | 水島精二（アニメ監督）                          | はなまるなねんど         | おもいでのコーナーではホラー映画の話で盛り上がる。真堂はお化け屋敷が苦手である。      |
| 21日目   | 2010年6月14日  | 38分00秒 | -                                               | はなまるなわなげ         | -                                                                                     |
| 22日目   | 2010年6月21日  | 42分58秒 | -                                               | はなまるなつみき         | 高垣は、子ども時代は好きだったメロンとスッポリご飯が大きくなるにつれて嫌いになった。  |
| 23日目   | 2010年6月28日  | 41分26秒 | -                                               | はなまるなぶんぶんごま   | 宮崎アニメのキャラのモノマネのムチャぶりがある。                                      |
| 24日目   | 2010年7月5日   | 48分26秒 | -                                               | はなまるな卒園式         | 今までのことを振り返りつつ、DJCDの特典のすごろくで遊ぶ。                              |
| 特別回   | 2010年8月2日   | 41分30秒 | 日野聡（土田直純 役） 廣田詩夢（土田さつき 役） | はなまるなえんそく       | 2010年7月18日に行われた公開録音より。おもいでのコーナーでは、学生時代の係を紹介する。 |

### コーナー
はなまるなおゆうぎ（/OPのチャレンジコーナー） (#1 - #23)
昔懐かしいものから、今幼稚園で流行っている最新のおもちゃの情報をリスナーから募集し、パーソナリティがそれで楽しく遊ぶコーナー。
| 放送回数 | チャレンジ内容 |
| -------- | --- |
| #1       | コミケイベントで挑戦した羽根突きとフラフープの再戦をするが、失敗する。 |
| #2       | コマ回しに挑戦する。木で出来たものや金属で出来たものなど色々ある。あまりうまくいかない模様。 |
| #3       | 節分が近いということで、鬼のお面を作成することに。 |
| #4       | バレンタインが間近ということで、手作りでチョコレートを作る。 |
| #5       | メンコに挑戦する。 |
| #6       | おままごとをやって子供時代の思い出話をする。マジックテープでくっつく野菜や果物のおもちゃなどがある。 |
| #7       | 折り紙でいろいろなものを作った[3]。 |
| #8       | ルービックキューブに挑戦する。 |
| #9       | スーパーボールを作成するキットがあり、それで手作りする[4]。 |
| #10      | すごろくと言っても、お店で買ったものから手作りまで幅広く親しまれている。今回は、サイコロを使用せずに人生ゲームで使われているルーレットでチャレンジ。 みんなで作成しつなげてひとつのすごろくで仲良く遊ぶ[5]。 |
| #11      | 赤、青、黄色、緑などいろいろな色があるおはじき。地域や時代によって多岐な遊び方がある。 |
| #12      | だるま落としを挑戦する。OPドラマで慣性の法則で速く叩かないと崩れることになる。なかなかうまくいかない。 |
| #13      | けん玉は、バランスと力加減が難しい遊び。テクニックだけではなく、多種多様な技がある。MAKOがまた奇跡を起こす。                                                                                                 |
| #14      | ヨーヨーをチャレンジ。世代を超えて愛されている。経験が少ないパーソナリティたちは苦労していた。高垣は弟がいたため、割と詳しい。                                                                               |
| #15      | 将棋は将棋でも、崩し将棋に挑戦する。駒の山から1枚ずつ音を立てずに慎重にするバランス感覚と集中力が試される。そしてMAKOが不思議な力を発揮する。                                                                |
| #16      | 魚釣りとはいうものの、本物ではなく磁石の付いたおもちゃで魚を釣る。 |
| #17      | ビーズアクセサリー作りをする。ビーズでテグスに通して作る。MAKOがストラップ、真堂がティアラ、高垣がブレスレットだった（トップの写真より）。                                                                   |
| #18      | 割り箸鉄砲を各自制作する。割り箸の尖端に輪ゴムをセットし撃つもの。MAKOが凝ったものを作成する。 |
| #19      | サッカーで遊んだ。投稿者のものは野外でのだったが、雨が降っていたのでテーブルゲームになった。 |
| #20      | 紙粘土であるもの作成し、水性ペンで、色付けをした。MAKOが惑星（団子ぽい奴）、真堂が杏、水島がパンダねこ[6]。                                                                                                  |
| #21      | 輪投げをする。パーソナリティ陣は、入れるのに悪戦苦闘していた。 |
| #22      | 積み木で遊んだ。2日目の「おべんきょう」でMAKOがパルテノン神殿が積み木でリバイバルするが、挙句の果てには写真立てになった。真堂がトウモロコシや高垣がニンジンを作った。                                        |
| #23      | ぶんぶんごまを作成し遊ぶことになる。材料は、タコ糸と厚紙と色を付けられるもの（例：色鉛筆など）である。パーソナリティ陣は作り方を知らないので苦戦していた。                                                   |
| 特別回   | シャボン玉を作ることになる。なぜか機械的な音が。出演者が自ら作成しミニドラマの際に使われた人形が公開された[7][注 1]。                                                                                        |
はなまるなおてがみ
原作やアニメの感想や出演者へのメッセージや質問等を募集している。
はなまるなおもいで
幼稚園や子供時代の思い出（楽しかったもの、怖かったもの、恋話、不思議なことなど）を募集している。
はなまるなおまちがい
小さいときにやった「思い違い」や「勘違い」等を募集する。（例）テレビのリモコンなら「ピンポンパン」や「パチパチ」や「チャンネル」など。
はなまるなおとなたち
山本先生のように素敵な大人になる条件を募集する。なれているかどうかは自己申告制。もし、なれていなければ、それに近づけるようにパーソナリティが努力する。心理テストをやったりもする。
幼稚園からのお知らせ「はなまる便り」とお片付け
パーソナリティおよびゲスト1人がお知らせをし、後の人がお片づけをする。
はなまるなお知らせ (#8)
キャラクターグッズやイベントの紹介をする。
はなまるな祝電 (#24)
最終回でリスナーから今までもらった応援メッセージを紹介する。感動する場面もあったが、あるリスナーが「MAKOちん」と書いて読んだのが、真堂のツボにはまる。その後下ネタが、頭の中を廻った不思議な感じで包まれた。
はなまるな記念品 (#24)
スタッフから出演者への記念品が贈呈された。入っていたものは、今まで撮った写真がアルバムのように作られた色紙だった。
はなまるなおまじない (#1 - #10)
皆様が「知っている」「信じている」おまじないを紹介する。
| 放送回数 | おまじないの効果              | 内容 |
| -------- | ----------------------------- | --- |
| #1       | 友達ができる                  | 絆創膏に「友」と書き、中指に巻く。 |
| #8       | 植物がよく育つ（/ミニトマト） | 専用の呪文と蛙の置物を植木鉢の中に入れた。                                                                                              |
| #10      | じゃんけんで勝てる            | 左手で、じゃんけんに勝ちたい相手の名前（フルネーム）の文字の数だけ☆マークを書いてから、その左手でじゃんけんするとかなりの確率で勝てる。 |
はなまるなおやつ（#2 - #23、特別回）
不定期開催の休憩タイムとしておやつが出される。何が出るかは、ランダムである。
| 放送回数 | おかし                   | 備考 |
| -------- | ------------------------ | --- |
| #2       | おまけ付の笛ラムネ       | ピーピーと鳴らしだしたら止まらなくなり無我夢中でやったためグダグダになる。                                                                                                |
| #3       | 節分の豆                 | OP時で作ったお面を使い、豆まきをする。 |
| #5       | 天津甘栗                 | 剥き栗ではなく皮付きのもの。 |
| #7       | ひな祭りのお菓子         | 甘酒、ひし餅グミ、ひなあられだった。 |
| #9       | 牛乳の味が変わるストロー | クッキー&クリーム、キャラメル風味、チョコレートの3種類ある。 |
| #11      | 水あめ                   | 風味は、いちご味&ぶどう味&サイダー味のものがあり、自分で練るタイプ。 |
| #12      | ご当地キャンディ         | 今回は、栃木/いちご・熊本/とんこつラーメン風・北海道/うに丼風が取り上げられる。他にも日本各地の食べ物の味がするキャンディが流行っている。                                 |
| #13      | プチプチ占いチョコ       | 駄菓子屋で売っている。 |
| #14      | 椎茸のバター炒め         | 育てていた椎茸（椎茸男）を、醤油を垂らしておいしく頂いた。 |
| #15      | こどもビール（粉末）     | ノンアルコールのこども用の泡の出る炭酸水。 |
| #16      | 富士の石[注 2]           | 高垣が野草や土を食べていたらしいので、石をスタッフが用意した[注 3]。 |
| #17      | みんなの好きなお菓子     | パーソナリティが言ったもの。高垣が3つ（もち・カリカリ梅・イカ）、真堂がサクラ大根、MAKOが水飴。                                                                           |
| #18      | どうぶつビスケット       | 動物形をしたビスケットでバター味のもの。ビスケットには英語で動物の名前が書かれているため勉強にもなる。                                                                    |
| #21      | からからせんべい         | 山形県の伝統菓子で中には、小さなおもちゃ（/民芸品）が入っていて、振ると「カラカラ」と音がする。                                                                           |
| #22      | ふがし                   | 黒糖のほろ苦いが、甘く柔らかい麩の食感がするお菓子。ただ、大きさが凄まじく大きかった。                                                                                    |
| #23      | 懸賞付きのお菓子         | チョコ、ゼリー、チョコボールなどの景品付きのもののお菓子。景品は各メーカによるが、豪華なものが当たる。                                                                    |
| 特別回   | かき氷                   | 夏と言えば、かき氷ということで、暑い日でも涼しくなれるもの。今回は、リスナーから「かき氷には〜が合いますよ。」 というお便りがあり酢醤油とイチゴシロップを試すことになる。 |
はなまるなおべんきょう (#2 - #23)
今どきの幼稚園児もお受験や習い事やクイズ等を送ってもらう。そこでパーソナリティが入試問題に挑戦する。
| 放送回数 | 内容 |
| -------- | --- |
| #2       | 小学校入試からの出題「名前、好きな言葉を言う。冬に見られるもの。水に浮くものを選んで答える。身の回りにあるものを使いおもちゃを作るという問題に挑戦する。 |
| #3       | なぞなぞに挑戦する。 |
| #21      | なぞなぞに挑戦する。 |
| #23      | 仲間わけクイズに挑戦する。あるテーマについて、“ある”or“ない”にグループ分けし解答する。高垣が実力を発揮する。                                             |
はなまるなおそだて (#5 - #14)
生き物を飼っていたり植物を育てたりした経験はありませんか?ということでリスナーから募集している。この番組では、「赤福」と「椎茸男」を育てることになる。育成経過は随時公開する。
| 放送回数 | 内容                                                                                      |
| -------- | ----------------------------------------------------------------------------------------- |
| #8       | 種を植えた直後のもの[8]。                                                                 |
| #9       | たくさん芽が出たため、間引きした[9]。間引きしたものがスタッフが育成している[10]。         |
| #11      | 気が早いかもしれないが、支柱立てをする[11]。                                              |
| #12      | 赤福と椎茸男の様子[12]。                                                                  |
| #14      | 椎茸男が2週間で立派なキノコへと成長した[13]。それで赤福は悲しい結果になってしまった[14]。 |
| (#24)    | 間引きしたミニトマト（赤福）は、次第に弱って行き、最終的には枯れた。                      |
はなまるなおもちゃばこ (#7 - #20)
ゲストが登場した時に、今まで遊んできたものを紹介する。その中で、おもしろかったものをもう一度リバイバルしたりする。
| 放送回数 | 内容 |
| -------- | --- |
| #7       | #2で作成したおもちゃ？を紹介する。#6の心理テストを日野もチャレンジすることに。 |
| #13      | #10で作り始めたすごろくのマスを3マス埋めてもらった、「パンダネコ体操を全力する。」「すごくかっこいいセリフを園児言葉で言う。」 「次に止まった人と一緒に進む」といったものを書いた。」初めておもちゃばこを開けた斎藤は、気になるアレを発見してしまう。 |
| #19      | #10で取り上げたすごろくのマスは、葉月や斎藤が追加したため完成に近づいた。足りないところは、MAKOと真堂が書き足した。 |
| #20      | 前回同様に、すごろくのマスを追加した。監督が書いたことによって、完成完成間近になった。 |
はなまるなおともだち (#8 - #21)
小さい頃にこんな友達がいたなど、友達についての話をする。MAKOの「おとなたち」を「おともだち」と間違えるためできたコーナー。
| 放送回数 | 内容 |
| -------- | --- |
| #8       | お友達の家と自分の家の違いを紹介する。                                                                             |
| #14      | 自分の好きな匂いついて語る。                                                                                       |
| #17      | 変わった特技を持つ友達の話。自分の忘れ物について語る。                                                             |
| #19      | 自分や他人の変わった癖について。                                                                                   |
| #21      | 変わった特技を持った友達の話。高垣は、親指が腕にくっつける軟体技を披露する。シャーペンのつまりを修理できるという。 |
はなまるなおとぎばなし (#15 - #22)
昔話を本を見ずに正しく伝えられるかというもの。本文があって空欄がありそこに適語を考えて入れる。明らかに全く違った物語が出来上がってしまう。
| 放送回数 | タイトル                     | 内容                                                                                         |
| -------- | ---------------------------- | -------------------------------------------------------------------------------------------- |
| #15      | わらしべ長者                 | 本文の空欄補充形式（穴埋め童話）で出題された。                                               |
| #16      | おとぎ話クイズ               | 日本ものに留まらず、海外のものも使われている。                                               |
| #18      | 賢者の贈り物                 | 本文の空欄補充形式で出題された。外国の童話。                                                 |
| #19      | ぶんぶく茶釜とネズミの嫁入り | キーワードが9個ありうそが3つある。正しいものを選択して作る形式（キーワー童話）で出題された。 |
| #22      | おやゆび姫                   | 話のタイトルだけで物語を作り説明するものだったが、彼女らが作る独特な物語ができた。           |

### DJCD
『TVアニメ はなまる幼稚園 Webラジオ はなまる幼稚園 らじお組 DJCD』は、Webラジオ『はなまる幼稚園 らじお組』本編では放送されない新規撮り下ろし。いつものパーソナリティ3人に加え、DJCDのためだけの特別ゲストを交えて本編とほぼ同じ構成で進行する。
| タイトル                      | 発売日            | ゲスト                      | 備考                                              |
| ----------------------------- | ----------------- | --------------------------- | ------------------------------------------------- |
| はなまるなあるばむ いちまいめ | 2010年4月21日発売 | 廣田詩夢（土田さつき 役）   | -                                                 |
| はなまるなあるばむ にまいめ   | 2010年6月23日発売 | 葉月絵里乃（山本菜々子 役） | #10で作ったすごろく（完成したもの）が特典で付く。 |